# ایزوپروپیل تیواوکسانتون
ایزوپروپیل تیواوکسانتون (به انگلیسی: Isopropyl thioxanthone) با فرمول شیمیایی C۱۶H۱۴OS یک ترکیب شیمیایی با شناسه پاب‌کم ۱۵۸۴۰۳ است. که جرم مولی آن ۲۵۴٫۳۵ g/mol می‌باشد. 